# Піхотна дивізія «Деберіц»
Піхотна дивізія «Деберіц» (нім. Infanterie-Division "Döberitz") — піхотна дивізія Вермахту за часів Другої світової війни.

## Історія
Піхотна дивізія «Деберіц» була створена 31 січня 1945 у Дальгов-Деберіці у ІІІ-му військовому окрузі (нім. Wehrkreis III) на базі Військового навчального центру «Деберіц».

## Райони бойових дій
- Німеччина (січень — травень 1945).

## Командування

### Командири
- генерал-лейтенант, доктор медицини Рудольф Гюбнер (нім. Rudolf Hübner) (31 січня — 9 березня 1945);
- оберст Вальтер Шойнеманн (нім. Walter Scheunemann) (9 березня — 21 квітня 1945), ТВО;
- оберст Альбін Еш (нім. Albin Esch) (21 квітня — травень 1945), ТВО.

## Бойовий склад піхотної дивізії «Доберіц»
- штаб дивізії
- 300-й гренадерський полк (Grenadier-Regiment 300)
- 301-й гренадерський полк (Grenadier-Regiment 300)
- 302-й гренадерський полк (Grenadier-Regiment 300)
- 303-й артилерійський полк (Artillerie-Regiment 303)
- 303-й інженерний батальйон (Pionier-Bataillon 303)
- 302-й танковий штурмовий батальйон (Panzer-Vernichtungs-Abteilung 303)
- 303-й фузілерний батальйон (Füsilier-Bataillon 303)
- 303-й дивізійний батальйон зв'язку (Divisions-Nachrichten-Abteilung 303)
- 90-й навчальний батальйон (Feldersatz-Bataillon 303)
- дивізійний батальйон постачання (Divisions-Versorgungs-Regiment 303)